# Wohnungsgenossenschaft Lichtenberg

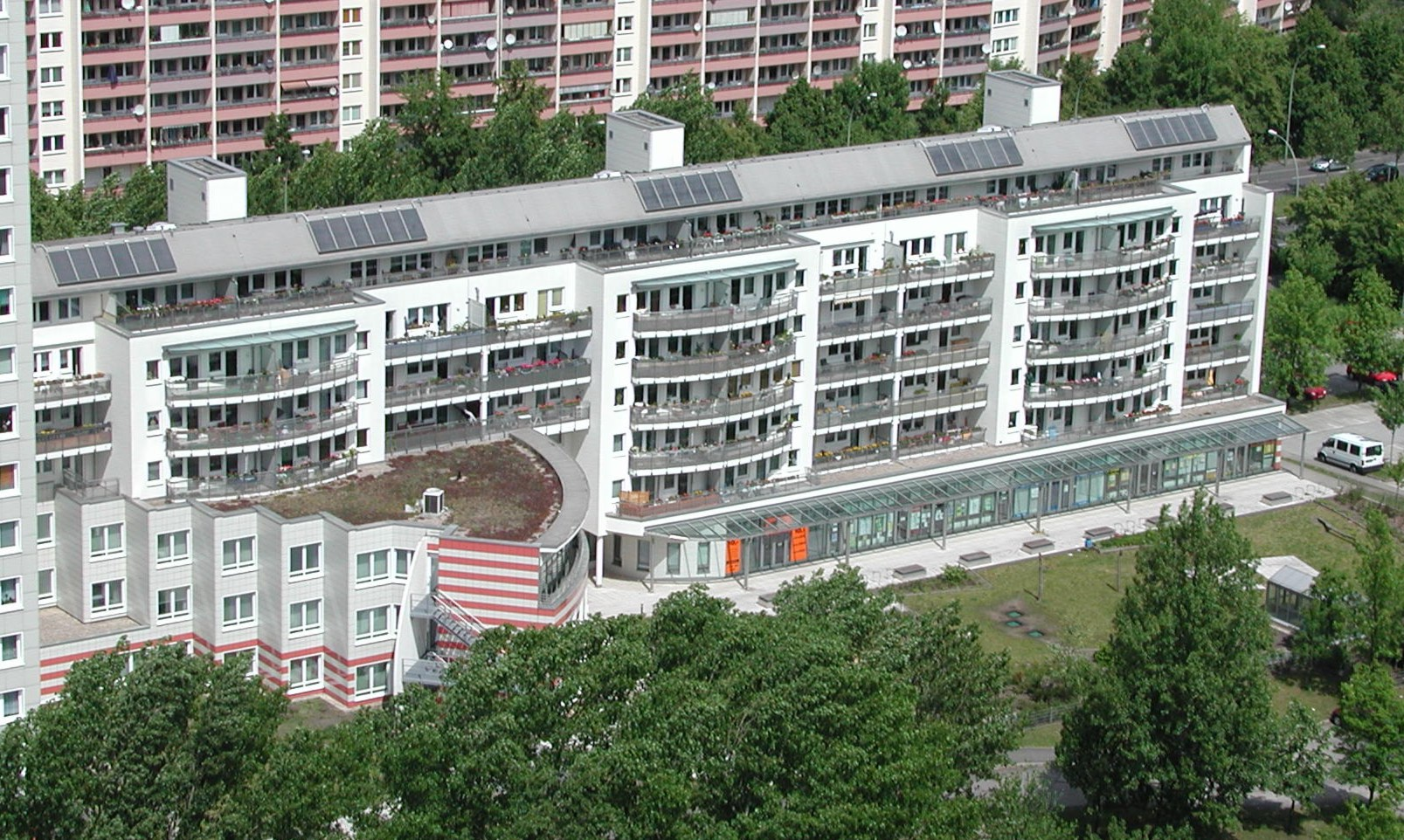
WGLi-Geschäftsstelle und das anschließende Wohngebäude

Die WGLi Wohnungsgenossenschaft Lichtenberg eG in Berlin ist eine Wohnungsgenossenschaft, die am 4. Juni 1954 als Arbeiterwohnungsbaugenossenschaft Elektrokohle Lichtenberg (AWG EKL) von 22 Personen gegründet wurde. Sie hat 10.986 Mitglieder (Stand 31. Dezember 2020) und einen Bestand von 111 Wohnbauten (zehn verschiedene Bautypen von vor 1990, in den Wohngebieten Berlin-Fennpfuhl und Friedrichsfelde-Süd, ein Neubau Baujahr 2000 wie im Bild zu sehen) und zwei Wohngebäudeensembles Wohnen am LichtGarten, womit sie die größte Wohnungsgenossenschaft in Berlin und der zweitgrößte Vermieter im Bezirk Lichtenberg ist. In den Gebäuden befinden sich 10.243 Wohnungen sowie 30 Büro- und Lagerräume (Stand 31. Dezember 2020).

## Geschichte

### Gründung und Entwicklung in der DDR (1954–1990)
Die Betriebe VEB Siemens Plania, VEB PKM Kohleverarbeitung (Betriebsteil Berlin) und die Konsum-Großbäckerei gründeten 1954 die Genossenschaft mit dem Ziel der Wohnungsbereitstellung für Betriebsangehörige, wie es in der DDR üblich war. Diese Arbeiterwohnungsbaugenossenschaften (AWG) waren eine Variante des bereits vor dem Zweiten Weltkrieg betriebenen Werkswohnungsbaus.
Für den allerersten Wohnblock der neuen Genossenschaft erfolgte 1954 das Richtfest, 1955 konnte das erste Haus mit drei Aufgängen, in traditioneller Mauerbauweise errichtet, den neuen Mietern übergeben werden. Die Baukosten betrugen 761.000 Mark. – Bis 1958 waren bereits sechs Objekte mit insgesamt 146 Wohnungen bezugsfertig. Diese befanden sich in der damaligen Rittergutstraße (seit den 1960er Jahren Josef-Orlopp-Straße). Zusätzlich zu einem festgelegten Genossenschaftsanteil mussten die Wohnungsinteressenten 200 Aufbaustunden leisten, die meist in Aufräumarbeiten in den Rohbauten oder der Herrichtung von Grünanlagen bestanden. Wer keine Eigenleistung erbringen konnte, musste dafür einen größeren Geldbetrag in den Baufonds einzahlen.
Bald traten der AWG auch kleinere Betriebe bei, deren Angestellte mit einem Genossenschaftsanteil Mitglieder werden konnten. Die AWG Elektrokohle wurde durch Aufnahme der Mitglieder anderer Genossenschaften wie derAWG Glück auf noch vergrößert, sie wuchs bald auf mehrere Tausend Wohnungssuchende.
Im Jahr 1969 entstanden in Großplattenbauweise die ersten Wohngebäude mit zehn Etagen, Fahrstuhl und Fernwärmeversorgung. Am 4. Juli 1974 vermeldete eine Tageszeitung die Übergabe der 5.000. Wohnung der AWG EKL bei einer Feierstunde im Kulturhaus Elektrokohle. Bis 1977 befanden sich 10.489 Wohnungen im Bestand der AWG Elektrokohle.

### Neuausrichtung nach der Wiedervereinigung (ab 1990)
Die wirtschaftliche Situation der Genossenschaft war vor 1990 kein Thema, danach war ihre weitere Existenz gefährdet, da sie nicht Eigentümer des Grund und Bodens war, auf dem die mehrgeschossigen Wohngebäude standen. Außerdem musste noch eine grundsätzliche Entschuldung erfolgen, da die Ausgaben vor 1990 nicht durch die Genossenschaftsanteile und durch Mieteinnahmen gedeckt waren, es hatte sich ein Betrag von (umgerechnet) 180 Millionen DM Schulden aufsummiert. Am 26. September 1990 gab sich die Genossenschaft den neuen Namen und beschloss eine neue Satzung auf Basis des nun geltenden bundesdeutschen Genossenschaftsgesetzes. Am 27. November 1991 wurde sie beim Amtsgericht Berlin-Charlottenburg als WGLi Wohnungsgenossenschaft Lichtenberg eG neu eingetragen. Die Inanspruchnahme der Möglichkeiten des Altschuldenhilfe-Gesetzes (AHG) führte zur Halbierung der Schulden und damit zur Rettung vor dem Konkurs. Die Umwandlung der WGLi in eine eigentumsorientierte Genossenschaft, wodurch 15 Prozent des Wohnungsbestandes privatisiert werden konnten, war vollzogen.
Nach einer Bauzustandsanalyse konnte ab 1992 die grundsätzliche Sanierung der zu diesem Zeitpunkt zwischen 20 und 40 Jahre alten Wohnhäuser beginnen, wozu es öffentliche Zuschüsse gab. Die Sanierung geschah in kleinen Schritten, meist sogar ohne zeitweilige Umquartierung der Bewohner, sodass die Wohnqualität deutlich verbessert werden konnte und wenig Fluktuation zu verzeichnen war und ist.

### Jüngere Entwicklungen
Die Verwaltung der WGLi, die seit ihrer Gründung keine ordentlichen Büroräume besessen hatte und seit den 1970er Jahren in den früheren Baubaracken des Wohnviertels Lichtenberg Nord südlich des Fennpfuhlparks ihren Sitz hatte, konnte am 17. Juli 2000 den Neubau eines eigenen Büro- und Wohnhauses in der Landsberger Allee 180 A–B feiern, in dem sich seither die Zentrale befindet.
Im Jahr 2019 wurden im Projekt Wohnen am LichtGarten 107 Wohnungen im Innenhof der Baublöcke Weißenseer Weg 4–16/Bernhard-Bästlein-Straße anstelle einer früheren Kinderkombination errichtet. Das Bauensemble entstand nach Planungen der Architekten Arnold und Gladisch und verfügt über Miet- und Eigentumswohnungen verschiedener Größen.

## Die Genossenschaft heute

### Wohnungsbestand und Geschäftsbetrieb
Ende 2023 verwaltete die WGLi 10.187 Wohnungen und 200 Gewerbeeinheiten in 113 Bauten. Die durchschnittliche Nettokaltmiete betrug 5,68 €/m².

### Struktur und Organe
Die Wohnungsgenossenschaft wird vertreten durch den Vorstand (Thomas Kleindienst und Monika Thiele; Stand im Jahr 2021). Eine ordentliche Vertreterversammlung und deren gewählte Vertreter nehmen die demokratische Mitbestimmung wahr, ein zwölfköpfiger Aufsichtsrat sorgt für die notwendige Sorgfaltspflicht.
Verwaltungsmäßig ist der Wohnbestand entsprechend der unterschiedlichen Lage in den Ortsteilen des Bezirks Lichtenberg in zwölf verschiedene Kieze unterteilt worden. Im Ortsteil Friedrichsfelde gibt es als ständige Ansprechpartner das Vermietungs- und Informationsbüro in der Mellenseestraße 25. Für die einzelnen Fachbereiche wurden Teams gebildet und in allen Objekten beschäftigt die WGLi Hausmeister.
Per Ende 2020 hatte die WGLi 132 Mitarbeiter, sie bildet auch stetig eigenen Nachwuchs aus (Immobilienkaufmann).
Mit dem neuen Namen WGLi änderte die Verwaltung auch das frühere Logo, seit 2017 wird es ergänzt durch den Spruch „Hier wohnen wir“, bereits 2006 erblickten die Maskottchen Fenny und Fried das Licht der Welt. Das knuddelige handliche Jungenten-Pärchen, deren Namen sich auf die Ortsteile Fennpfuhl und Friedrichsfelde bezieht, tritt seitdem auch als Sympathieträger bei öffentlichen Festen auf und ist an Servicefahrzeugen zu sehen.

### Soziales Engagement
Vier Nachbarschaftstreffs (Kiez-Treff, Kiez-Café, Kiez-Klub, Kiez-Kiste) sowie Gästewohnungen stehen Mitgliedern offen und werden für Kulturveranstaltungen oder Arbeitsgruppen genutzt. Seit 2006 werben die Maskottchen »Fenny« und »Fried« für die Genossenschaft.